# 李泽中
李泽中（1970年1月—），安徽庐江人，1990年10月参加工作，1996年6月加入中国共产党，毕业于北京大学政治学与行政管理系政治学理论专业，获得研究生学历，拥有法学硕士学位。中华人民共和国政治人物。
2006年1月，李泽中来到广东省广晟资产经营有限公司工作，历任总经理助理，总经理助理兼资本运营部部长，副总经理、党委委员，董事、总经理、党委副书记，董事长、党委书记。2017年3月，转任中共广东省珠海市委副书记，市政府党组书记及代市长。同年5月17日正式当选珠海市市长。
但在同年9月2日，广东省纪委宣布李泽中涉嫌严重违纪，接受组织审查。2018年11月7日，李澤中被立案调查與「雙開」；2020年6月24日，中山市中級人民法院公開宣判李澤中受賄、國有公司人員濫用職權案，以受賄罪判處李澤中有期徒刑13年，並處罰金人民幣350萬元；以國有公司人員濫用職權罪，判處有期徒刑7年；決定合併執行有期徒刑17年，並處罰金人民幣350萬元。。